# 沈鎮南
沈鎮南（1902年3月15日—1951年1月11日），江蘇宝山人。 曾留學於美國俄亥俄州立大學、路易斯安那州立大學研究所和德國柏林大學，為近代中國少數留美製糖專家。 曾任教於交通大學和清華大學以及曾任職於中國國民製糖公司、中國銀行和臺灣糖業公司。戰後沈鎮南擔任台糖第一任總經理。 1950年被保安司令部人員逮捕並在同年被判處死刑。 次年1月11日於馬場町執行槍決。

## 早期經歷
沈鎮南於1902年4月12日（光緒28年3月5日）出生於江蘇省上海縣寶山鎮（今上海市宝山区）。 母親為曹鍾淑，父親為沈素存（1884-1961）。
1922年6月17日畢業於清華學校。1928年，以官費赴美留學，於美國俄亥俄州立大學攻讀化工學位。同年，也在美國路易斯安那州立大學取得製糖工程碩士。赴美期間，沈鎮南曾參與梁實秋、聞一多等留美清華畢業生間發起的「大江會」，此組織為一主張國家主義的愛國學生團體。1932年，到德國柏林大學研究甜菜製糖，沈鎮南成為中國少有的留美留德製糖專家。
歸國後，曾短暫於交通大學、清華大學從事教職。1934年，廣州政府任用沈鎮南籌設廣西糖廠，沈鎮南也在同年與吳璿女士結婚並成為夫妻。1936年，在上海中國銀行信託部擔任襄理。三年後轉至香港分行擔任副理，負責外匯的轉換工作，為江西省在抗戰期間能夠進行經濟建設做了重要貢獻。1942年香港淪陷後，又轉至中國銀行重慶分行作為副經理，並在內江創辦「中國煉糖公司」。
中日抗戰結束，國民政府初遷台時，時局尚未穩定，周邊的人如中國銀行上司陳長桐和好友姚崧齡都勸他不如舉家遷美，到中國銀行在美分行工作。但沈鎮南認為重建台糖是國家交付給他的重責大任，不應當只顧己身利益而輕言放棄，於是奉經濟部「資源委員會」之命來台，成為重建台灣糖業關鍵的一員。1945年，於「台灣省特派員辦公室」擔任專門委員兼糖業組組長、「台灣糖業監理委員會」擔任主任監理委員。隔年，糖業從監理期進入接管期，沈鎮南任「台灣糖業接管委員會」的主任接管委員。1946年5月1日，台灣糖業公司確定由資委會及台灣省行政長官公署聯合辦理，沈鎮南奉命成為其第一任總經理。

## 在台糖的生涯
糖業是台灣在日治時期最大的工業，他的產值占總工業產值的65%，但是，在第二次世界大戰時，幾乎所有的製糖設施及工廠等皆遭破壞殆盡。在1945年日本無條件投降後，沈鎮南受到國民政府指派來到了台灣擔任台糖第一任總經理，台糖公司隨後在1946年成立。沈鎮南來台首要的任務是以他留洋習得的製糖專業，恢復台灣糖業在戰爭中受到的破壞。
沈鎮南將任務達成，直至1949年，臺灣糖產量達到戰時的兩倍—63萬公噸，也就是已經恢復戰前水準，使得糖業在1974年以前仍是台灣最重要的工業，為台灣賺取了大量的外匯，由此可知，沈鎮南先生對於其份內任務可說非常重視。
在台糖公司的員工們對沈鎮南的印象都讚譽有加，像是前溪州糖廠廠長說到：「沈經理為人和善，敦厚仁慈，具有恢弘坦蕩的的胸襟和剛正堅毅的風骨。」可見沈鎮南在為人方面同樣也是令人讚賞。
在台糖公司的職業生涯中，沈鎮南並不是一帆風順，在紛亂的民初時代，他曾捲入「15萬噸敵糖事件」、「228事件」以及致使結束其生命的白色恐怖案件「沈鎮南資匪案」

## 捲入事件

### 沈鎮南資匪案
1950年5月，前台糖員工福利社經理李基藩控告台糖貪汙，引起當時保二總隊的重視，立即約談李基藩，根據學者程玉鳳的研究，當時由於台糖協理宋以信投共事件，想要辦案時為台糖總理的沈鎮南卻苦無理由，李基藩的這項投訴正好給了保二總隊一個藉口。在約談之時，李基藩多次以暗示性的方式通知保二總隊沈鎮南有資匪的可能，也將沈鎮南的罪狀再往上提升了一個等級。
1950年5月26日，台糖底層幹部廠雷大効、洪子瑜、楊鴻松、劉景祥、黃自清等五人遭到逮捕，5月30日，人事室主任林良桐被捕，同年6月16日，沈鎮南被捕，一直至6月22日為止，台糖都不停地傳出有人被逮捕的跡象。臺灣省保安司令部以「為叛徒供給資產未遂」的罪名，將其判處死刑，沈鎮南本人多次撰寫自白書來表示自己毫不知情，也從未與匪有任何聯絡，沈鎮南夫人由於與時任臺灣省主席陳誠之夫人熟識，故請託陳誠協助，然陳誠卻表示愛莫能助。
1950年9月18日，根據《懲治叛亂條例》，判處沈鎮南及人事室主任林良桐死刑，沈的罪名是「為叛徒供給資產未遂」，林良桐是「意圖以非法之方法顛覆政府，而著手實行」，由於審判採一審制，沈鎮南兩人毫無上訴機會，隔年1月11日，兩人於台北市馬場町槍決。

## 後續影響

### 受事件影響的相關人物
在沈鎮南資匪案事件過後，沈鎮南的家產被沒收，於是全家寄住在親戚家的小房間，其妻子於1964年過世。而當時的台糖副管理師洪子瑜，則被送往綠島進行感化教育兩年六個月的時間，出獄後也因為此事件影響找不到工作。

### 事件平反
沈鎮南死後，他的家屬一直積極尋求平反。在安全局的事後檢討中，對於本案在偵查過程時，認為事前無充分資料，且辦案時「以行動代替偵查」，所以顯示辦案當局承認本案件在偵查時未能盡善其職責，過程中有許多的疏失。
研究沈鎮南事件的學者程玉鳳認為，1949年8月時無人知曉孫越崎已暗中投共，沈鎮南與老長官孫越崎見面並非罪過，而所謂的「加緊產糖、使台糖鐵道運轉靈活、維修台糖破舊車輛設備、提高員工待遇」等均為糖廠正常經營行為，據此為通匪的罪狀顯然是被捏造的莫須有罪，「欲加之罪、何患無辭」。
政府委託的戒嚴時期不當叛亂暨匪諜審判案件補償基金會，於2002年7月，根據程玉鳳的調查，通過平反申請案，發放補償金並正式為沈鎮南恢復名譽。

### 紀念
沈鎮南被列在1999年綠島人權紀念碑，另外在2013年舉辦的「遲來的愛─白色恐怖時期政治受難者遺書特展」。